# Parafia Imienia Najświętszej Maryi Panny w Werejkach
Parafia Imienia Najświętszej Maryi Panny w Werejkach – rzymskokatolicka parafia znajdująca się w Werejkach, w diecezji grodzieńskiej, w dekanacie Wołkowysk, na Białorusi.

## Historia
Pierwszy kościół w Werejkach zbudowano w 1848 ze środków Aleksandry z Bispingów Swietczynowej. Początkowo należał on do parafii Imienia Najświętszej Maryi Panny w Repli. W ramach represji po powstaniu styczniowym w 1865 władze carskie odebrały świątynię katolikom i przekazały ją prawosławnym, którzy znacznie przebudowali budynek, nadając mu cechy typowe dla cerkwi. W 1921, po odzyskaniu przez Polskę niepodległości, kościół został zwrócony katolikom i po remoncie odzyskał dawny, neoklasyczny styl.
W latach międzywojennych parafia leżała w archidiecezji wileńskiej, w dekanacie brzostowickim. Przed II wojną światową liczyła ponad 2000 wiernych. Posiadała drewnianą kaplicę cmentarną.
Po II wojnie światowej parafia znalazła się w granicach ZSRR. Kościół był czynny do sierpnia 1952, gdy decyzją władz zamieniony został w skład zboża. W 1959 władze wykreśliły parafię z rejestru. Kościół został zwrócony w 1990.